# Bob Evans (Rennfahrer)
Robert Neville Anthony „Bob“ Evans (* 11. Juni 1947 in Waddington) ist ein ehemaliger englischer Autorennfahrer.

## Karriere
Bob Evans gehörte zu den Rennfahrern, denen es versagt blieb, sich in der Formel 1 durchzusetzen. Der Mangel an konkurrenzfähigem Material machte es ihm unmöglich, sein Talent zu zeigen. Er begann seine Karriere auf einem Triumph Sprite, bevor er 1971 in die Formel-Ford und im selben Jahr in die Formel 3 wechselte. In beiden Fällen bestritt er die europäische Meisterschaft dieser Rennserien, allerdings mit mäßigem Erfolg. Einen schweren Unfall bei Testfahrten auf dem Castle Combe Circuit überlebte er; allerdings waren die Verletzungen so schwer, dass er ein Jahr pausieren musste.
In den Jahren 1973 und 1974 nahm Bob Evans an der Europäischen Formel-5000-Meisterschaft teil. 1973 ging er in dieser Serie für Tokan an den Start, die darauffolgende Saison bestritt er auf einem von Alan McKechnie geborgten Lola T332, mit dem er die Meisterschaft gewann.

## Formel 1
1975 bekam er von B.R.M. das Angebot, für den englischen Rennstall in die Formel 1 einzusteigen. Das Team hatte seine besten Jahren jedoch hinter sich und Evans mühte sich die gesamte Saison mit dem schweren BRM P201. Ein neunter Platz beim Großen Preis Belgien in Zolder blieb seine beste Platzierung in diesem Jahr. Nur seinem Talent war es zuzuschreiben, dass er den Wagen siebenmal an den Start zu einem Grand Prix brachte.
1976 schien sich das Blatt zu wenden, als Colin Chapman ihm einen Vertrag als Testfahrer für Lotus anbot, den Evans akzeptierte. Drei Rennen bestritt er in diesem Jahr als Ersatzfahrer für das Team, die Großen Preise von Südafrika und der USA-West, wobei der zehnte Platz in Kyalami sein bestes Ergebnis blieb. Seinen stärksten Auftritt hatte er beim Race of Champions, als sein Lotus 77-Ford-Cosworth knapp vor dem Ziel ohne Benzin liegen blieb. Zu diesem Zeitpunkt fuhr Evans im Feld auf dem vierten Platz.
Lotus gab ihn für den Großen Preis von Großbritannien an RAM Racing frei. Mit einem Brabham BT44B-Ford-Cosworth fuhr er seinen letzten Grand Prix und schied nach einem Getriebeschaden aus.

## Statistik

### Le-Mans-Ergebnisse
| Jahr | Team                       | Fahrzeug       | Teamkollege  | Teamkollege    | Teamkollege  | Platzierung | Ausfallgrund         |
| ---- | -------------------------- | -------------- | ------------ | -------------- | ------------ | ----------- | -------------------- |
| 1978 | Dorset Racing Organisation | Lola T294S     | Richard Bond | Martin Birrane | Richard Down | Ausfall     | gebrochenes Chassis  |
| 1979 | Dome Co. Ltd.              | Dome Zero RL   | Tony Trimmer |                |              | Ausfall     | überhitzter Zylinder |
| 1980 | Dome Co. Ltd.              | Dome Zero RL80 | Chris Craft  |                |              | Rang 25     |                      |
| 1981 | Dome Co. Ltd.              | Dome Zero RL81 | Chris Craft  |                |              | Ausfall     | Ventilschaden        |
| 1982 | Nimrod Racing Automobiles  | Nimrod NRA/C2  | Tiff Needell | Geoff Lees     |              | Ausfall     | Motorschaden         |

### Einzelergebnisse in der Sportwagen-Weltmeisterschaft
| Saison | Team                | Rennwagen      | 1   | 2   | 3   | 4   | 5   | 6   | 7   | 8   | 9   | 10  | 11  | 12  | 13  | 14  | 15  | 16  | 17  |
| ------ | ------------------- | -------------- | --- | --- | --- | --- | --- | --- | --- | --- | --- | --- | --- | --- | --- | --- | --- | --- | --- |
| 1974   | Argyle Engineering  | March 74S      | MON | SPA | NÜR | IMO | LEM | ZEL | WAT | LEC | BRH | KYA |     |     |     |     |     |     |     |
| 1974   | Argyle Engineering  | March 74S      |     |     |     |     |     | 8   |     |     |     |     |     |     |     |     |     |     |     |
| 1978   | Dorset Racing       | Lola T294      | DAY | SEB | MUG | TAL | DIJ | SIL | NÜR | LEM | MIS | DAY | WAT | VAL | ROD |     |     |     |     |
| 1978   | Dorset Racing       | Lola T294      |     |     |     |     | DNF |     |     |     |     |     |     |     |     |     |     |     |     |
| 1979   | Dome                | Dome Zero RL   | DAY | SEB | MUG | TAL | DIJ | RIV | SIL | NÜR | LEM | PER | DAY | WAT | SPA | BRH | ROA | VAL | ELS |
| 1979   | Dome                | Dome Zero RL   |     |     |     |     |     | DNF |     |     |     |     |     |     |     |     |     |     |     |
| 1980   | Dome                | Dome Zero RL   | DAY | BRH | SEB | MUG | MON | RIV | SIL | NÜR | LEM | DAY | WAT | SPA | MOS | ROA | VAL | DIJ |     |
| 1980   | Dome                | Dome Zero RL   |     |     |     |     |     | 25  |     |     |     |     |     |     |     |     |     |     |     |
| 1981   | Dome                | Dome Zero RL   | DAY | SEB | MUG | MON | RIV | SIL | NÜR | LEM | PER | DAY | WAT | SPA | MOS | ROA | BRH |     |     |
| 1981   | Dome                | Dome Zero RL   |     |     |     |     | DNF |     |     |     |     |     |     |     |     |     |     |     |     |
| 1982   | Nimrod Racing       | Nimrod NRA/C2  | MON | SIL | NÜR | LEM | SPA | MUG | FUJ | BRH |     |     |     |     |     |     |     |     |     |
| 1982   | Nimrod Racing       | Nimrod NRA/C2  |     | DNF |     | DNF |     |     |     |     |     |     |     |     |     |     |     |     |     |
| 1984   | Gebhardt Motorsport | Gebhardt JC842 | MON | SIL | LEM | NÜR | BRH | MOS | SPA | IMO | FUJ | KYA | SAN |     |     |     |     |     |     |
| 1984   | Gebhardt Motorsport | Gebhardt JC842 | DNF |     |     |     |     |     |     |     |     |     |     |     |     |     |     |     |     |
| 1985   | Emka Productions    | EMKA C84/1     | MUG | MON | SIL | LEM | HOK | MOS | SPA | BRH | FUJ | SEL |     |     |     |     |     |     |     |
| 1985   | Emka Productions    | EMKA C84/1     | DNF |     |     |     |     |     |     |     |     |     |     |     |     |     |     |     |     |